# Miloš Marković
Miloš Marković (in serbo Милош Марковић?; 27 gennaio 1947 – Belgrado, 25 febbraio 2010) è stato un pallanuotista jugoslavo.

## Carriera
Ha partecipato alle Olimpiadi estive di Monaco di Baviera 1972 e di Montréal 1976
Con la calottina del Partizan vinse una Coppa dei Campioni, un campionato e una coppa di Jugoslavia.